# Unirea (Brăila)
Unirea è un comune della Romania di 2 591 abitanti, ubicato nel distretto di Brăila, nella regione storica della Muntenia.
Il comune è formato dall'unione di 2 villaggi: Jugureanu e Ulmu.